# Goniaspis subequalis
Goniaspis subequalis är en tvåvingeart som först beskrevs av Malloch 1913.  Goniaspis subequalis ingår i släktet Goniaspis och familjen fritflugor. Inga underarter finns listade i Catalogue of Life.